# Sanjuro
Sanjuro (jap. 椿三十郎, Tsubaki Sanjūrō) ist ein japanischer Film aus dem Jahr 1962 unter der Regie von Akira Kurosawa. Vordergründig eine Art Fortsetzung von Yojimbo, spielt er mit den Elementen des Jidai-geki wie kein anderer Film Kurosawas. Sanjuro ist ungewöhnlich humorvoll und stellt die Regeln und Werte, die im traditionellen Jidai-geki vermittelt werden, durch Ironisierung und Erfolglosigkeit der entsprechenden Protagonisten in Frage.

## Handlung
Im Japan der Edo-Zeit versucht ein junger Samurai gegen Korruption im eigenen Clan vorzugehen. Er spricht deshalb mit seinem als unsympathisch geschilderten Onkel, der eine hohe Position innerhalb des Klans bekleidet, sowie mit dem Kikui, dem Vorsteher des Klans. Nach den Gesprächen verdächtigt er seinen Onkel der Korruption. Seinen acht Freunden, auch Samurai, schildert er die Aussagen der beiden Clanführer, während sie sich in einem abgelegenen Gebäude aufhalten. Dieses Gespräch der Samurai hört ein zufällig dort übernachtender Rōnin mit. Dieser Ronin, Sanjuro, mischt sich ein und klärt aufgrund seiner Erfahrung auf, dass nicht der abweisende Onkel, sondern der sich verständnisvoll gebende Kikui selbst der Korruption schuldig und dementsprechend gefährlich sei. Kurz darauf bestätigt sich diese Warnung, denn das Haus wird von den Anhängern Kikuis überfallen und Sanjuro kann nur durch einen Trick die jungen Samurai retten. Da Sanjuro die Unerfahrenheit der Jungen erkennt, entscheidet er sich, ihnen bei ihrem Kampf gegen den korrupten Vorsteher zu helfen, denn der Onkel, seine Frau und deren Tochter sind von Kikui bereits gefangen genommen worden, um den Onkel zu einem falschen Geständnis und zum Seppuku zu zwingen.
Zunächst befreien Sanjuro und die jungen Samurai die Frau und die Tochter des Onkels. Anschließend nutzt Sanjuro den Eindruck, den er vorher bei dem Leibwächter und Truppenführer des Vorstehers, Muroto, hinterlassen hat und tritt in dessen Dienst. Er wechselt scheinbar die Seite und arbeitet für Muroto als Söldner, was zu Misstrauen unter den neun jungen Samurai führt. Nachdem Sanjuro vier der Samurai erneut das Leben retten kann, besitzt er wieder das Vertrauen der Gruppe. Durch seine gespielte Loyalität gegenüber Muroto kann Sanjuro die Soldaten und Leibwächter aus dem Anwesen locken, wo sie den Onkel gefangen halten. Diese Chance nutzen die jungen Samurai, um den Onkel zu befreien. Daraufhin wird die Wahrheit über Kikui aufgedeckt und seine Macht erlischt. 
Der Onkel möchte Sanjuro zum Dank in den Clan aufnehmen, doch dieser ist bereits wieder unterwegs auf Wanderschaft. Die jungen Samurai finden Sanjuro und wollen ihn zum Bleiben überreden. Als sie ihn auf einer Straße einholen, erscheint auch Muroto und bedroht Sanjuro. Sanjuro weiß, dass dieser Mann ein sehr fähiger Kämpfer ist, und will aus Respekt, Verbundenheit und dem Wissen um die Sinnlosigkeit dieser Ehrverteidigung dem Kampf ausweichen. Sein Gegner besteht aber auf dem Kampf und Sanjuro kann ihn mit einem einzigen Hieb töten. Hierbei tritt zum einzigen Mal im Film eine Blutfontäne auf. Die Samurai gratulieren Sanjuro zum Sieg, was dieser missbilligt, weil der Kampf überflüssig gewesen und nur das Schwert gut sei, „das in der Scheide bleibt“, und mit diesen Worten seines Weges geht.

## Kritiken
„Eine geistreiche, spannende und amüsante Auseinandersetzung mit dem Ehrenkodex einer stolzen japanischen Kriegerkaste und der allzu vorschnellen Trennung von Begriffen wie "Gut" und "Böse".“

## Remake
Im Jahr 2007 wurde in Japan ein Remake von Sanjuro veröffentlicht. Regie führte Yoshimitsu Morita.